# 小行星3945
小行星3945（3945 Gerasimenko）是一颗绕太阳运转的小行星，为主小行星带小行星。该小行星于1982年8月14日发现。

## 轨道参数
小行星3945的轨道半长轴为3.1159666 UA，离心率为0.271。